# Thyrsanthera suborbicularis
Thyrsanthera suborbicularis là một loài thực vật có hoa trong họ Đại kích. Loài này được Pierre ex Gagnep. miêu tả khoa học đầu tiên năm 1924 publ. 1925.